# Statisztikai minta
Statisztikai mintának nevezzük a valamilyen módszerrel meghatározott adatok (általában párok) összességét, halmazát. Ez a halmaz mindig valamilyen nagyobb halmaz része, aminek tulajdonságira igyekszünk következtetni. A statisztikai minták kezelésével, vizsgálatával a statisztika nevű matematikai tudományág foglalkozik.
A minta esetén lényeges, hogy hogyan jutunk hozzá az adatokhoz, és miként kezeljük azokat. A rossz mintavételezés ugyanis statisztikai torzításokhoz vezethet, amik téves következésekre vezetnek. Egyes esetekben ez a mintavételi hiba tudatos eljárás eredménye, aminek célja valamilyen érvelés alátámasztása. Természetesen a hiba az érvelést semmissé teszi.

## Származás és fajták
A statisztikai minta mindig valamilyen adatsokaságból származik, az eljárást statisztikai mintavételnek nevezik. Az adatsokaság lehet
- folytonos[* 1];
- túl nagy elemszámú;
- nehezen hozzáférhető;

tulajdonságú, ezek okozzák a statisztikai minta szükségességét.
Lényegében ha van egy S sokaság, akkor ennek egy M részhalmazát nevezzük statisztikai mintának. Egy sokaságból több mintát is vehetünk, ennek a sokaság statisztikai leírása szempontjából van jelentősége, ugyanis a minták elemeit, különösen, ha minden elem azonos kulcsértékhez tartozik, kezelhetjük véletlen változóként.
Attól függően, hogy a mintavételezés hogyan történik, a minta, mint adatsokaság lehet véletlenszerű és rendszeres. Utóbbi esetben a minta adatait tervezetten, feltételek kirovása mellett gyűjtjük, ilyen lehet például egy közvélemény-kutatás.

### nelemű minta
Ha van egy valamilyen mérhető változónk, akkor ezt egy F(x) eloszlású véletlen változónak tekinthetjük. Ezen n mérést végezve kapunk egy x1,1, x1,2,...,x1,n sorozatot. Ha azonban újabb mérést végzünk, akkor a kapott x2,1,...,x2,n sorozat különbözni fog az előzőtől. Ezeket a sorokat tekintjük mintának. Értelemszerűen minél több mérést végzünk, annál jobban megismerjük a sokaság értékeit a mért pontokban, ez utóbbit valószínűségszámítási és statisztikai módszerekkel kezelhetjük. A mintákat tehát az
{\displaystyle {\begin{aligned}X_{1}&=(x_{1,1},\,x_{1,2},\,\ldots ,\,x_{1,n})\\X_{2}&=(x_{2,1},\,x_{2,2},\,\ldots ,\,x_{2,n})\\&\vdots \\X_{k}&=(x_{k,1},\,x_{k,2},\,\ldots ,\,x_{k,n})\\&\vdots \\X_{n}&=(x_{n,1},\,x_{n,2},\,\ldots ,\,x_{n,n})\end{aligned}}}
vektorok formájában tekinthetjük. Ezek maguk is valószínűségi változók, tehát van eloszlásuk, várható értékük, szórásuk, stb...